# Hospitalkirche (Wetzlar)

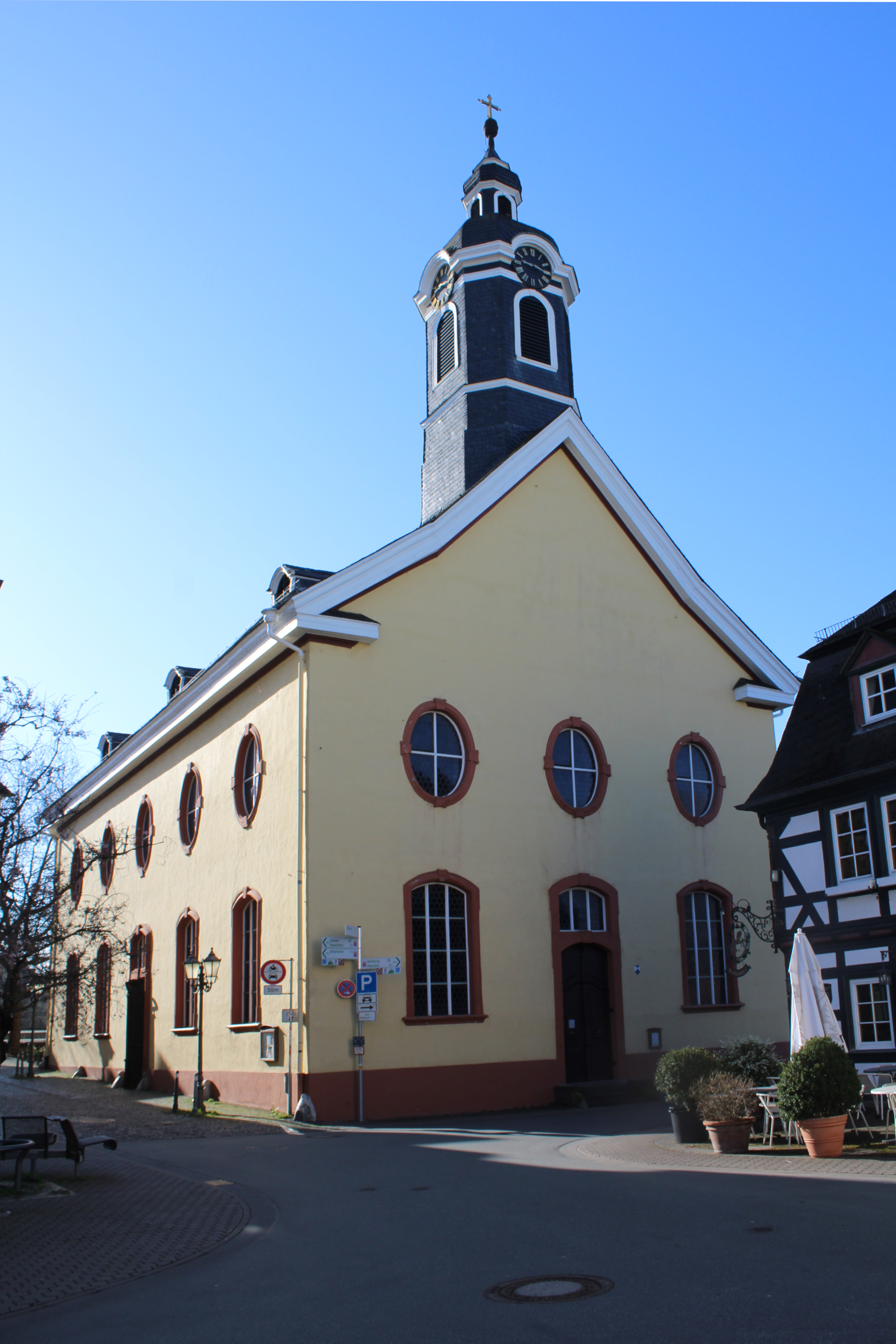
Hospitalkirche Wetzlar von Norden

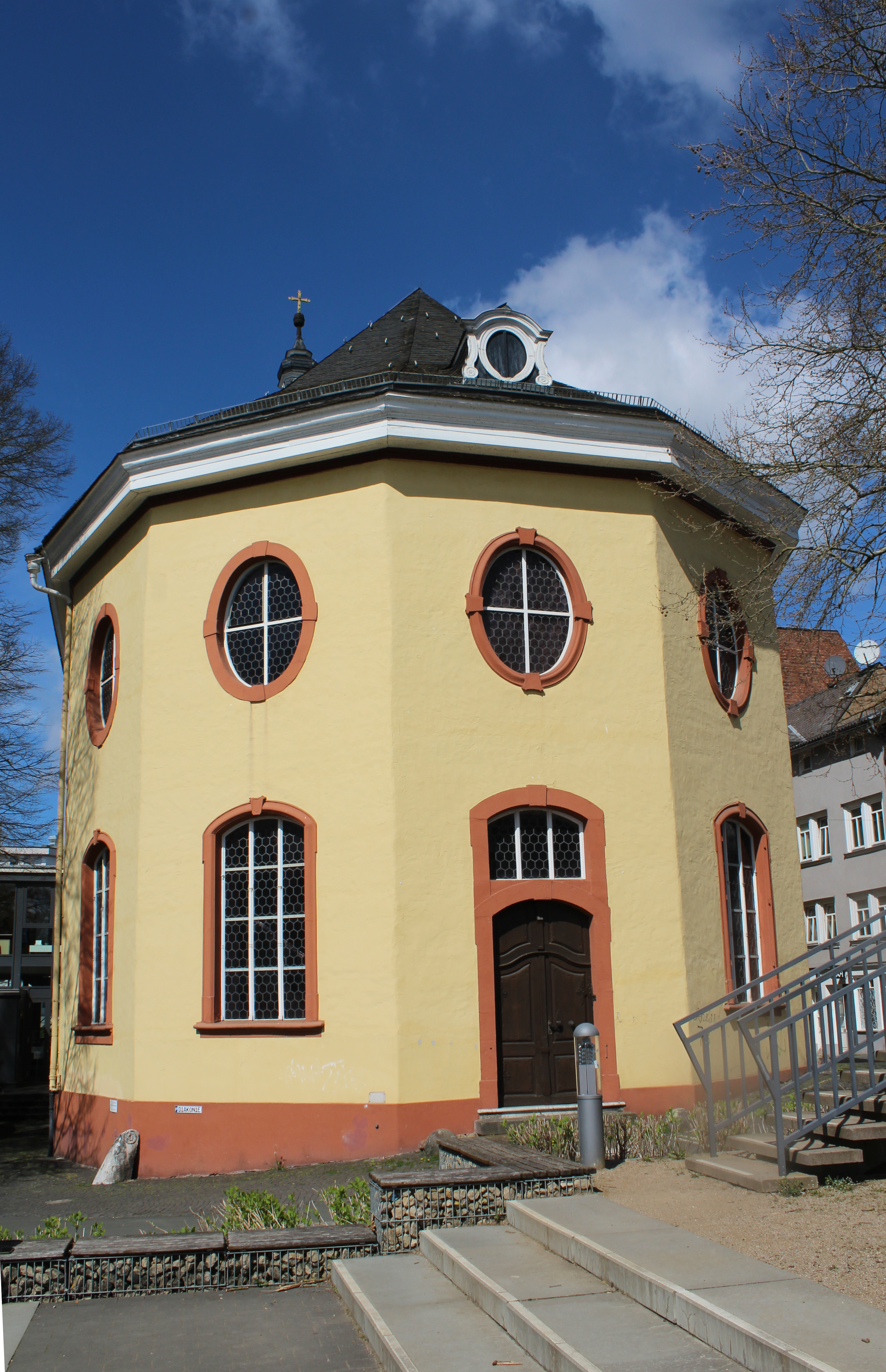
Ansicht von Südosten

Die Hospitalkirche in Wetzlar im hessischen Lahn-Dill-Kreis ist eine evangelisch-lutherische Predigtkirche. Sie wurde 1762–1764 im Rokoko-Stil erbaut und gilt als seltenes und qualitativ hochwertiges Beispiel dieses Baustils unter den lutherischen Predigtkirchen. Der fünfachsige Saalbau mit Fünfachtelschluss und westlichem Haubendachreiter ist hessisches Kulturdenkmal mit reicher Innenausstattung.

## Lage
Die Hospitalkirche befindet sich in der ehemaligen mittelalterlichen Langgässer Vorstadt. In unmittelbarer Nähe fließt die Lahn und die Langgasse führt über die steinerne Alte Lahnbrücke direkt in die Altstadt. Der Standort für das Hospital wurde gezielt ausgewählt, da man sich vom fließenden Wasser eine Heilwirkung versprach. Zudem diente die Hospitalmühle als Einnahmequelle.
Historisch lag das Hospital außerhalb der Stadtmauer in der Langgässer Vorstadt, direkt an der Cölnischen Hohen Heer- und Geleitstraße, die von Antwerpen über Köln nach Frankfurt am Main führte.

## Geschichte
Im Jahr 1262 wird hier erstmals ein Hospital (hospitale pauperum) zum Heiligen Geist mit einer Kapelle aus Bruchstein erwähnt, die der Versorgung von Armen, Behinderten und Kranken sowie der Beherbergung von Pilgern diente. Sie war dem heiligen Nikolaus und der heiligen Katharina geweiht. Mit Einführung der Reformation wechselte die Kirchengemeinde zum 1555 oder 1563 zum evangelischen Bekenntnis. Das Hospital wurden zum evangelischen Bürgerhospital, das bis 1938 bestand. Aufgrund des Restitutionsediktes von 1629 wurde der lutherischen Gemeinde untersagt, in der Stiftskirche Gottesdienste abzuhalten, sodass sie bis 1632 in die Walpurgiuskapelle und die Hospitalkapelle auswich.
Die gotische Hospitalkapelle, ein Saalbau mit hohem Dachreiter, wurde am 30. Januar 1752 wegen Baufälligkeit geschlossen und im Jahr 1755 abgerissen. Das evangelische Personal der städtischen Gerichtskammer trieb einen Neubau des Gotteshauses voran und trug zur Finanzierung entscheidend bei, sodass bereits am 20. Juni 1755 die Grundsteinlegung für die neue Hospitalkirche erfolgte. Die Entwürfe stammten vermutlich von Johann Ludwig Splittdorf, dem Oberbaudirektor von Hessen-Kassel, während der herzoglich-nassauische Bauinspektor Wilhelm Sckell aus Weilburg die Bauaufsicht übernahm. Kollekten unter allen evangelischen Reichsständen ergaben Spenden in Höhe von 13.500 Gulden. Die restlichen Kosten von 16.500 Gulden trug der Wetzlarer Magistrat, der das Kirchenpatronat innehatte. Als der Siebenjährige Krieg ausbrach und zudem Lahnwasser in die Grüfte unter dem Chor und dem Schiff eindrang, führte dies zu einer Bauunterbrechung und zu einer Planänderung. Erst sechs Jahre später wurden die Grüfte verfüllt und der Bau fortgesetzt. Von Frühjahr bis Herbst 1762 entstand der Rohbau einschließlich der Eindeckung des Daches. Der Innenausbau und die Errichtung des Dachreiters folgten 1763. Am 12. Juni 1764, dem dritten Pfingstfeiertag, fand die Einweihung der Hospitalkirche als evangelisch-lutherische Predigtkirche statt.
Als Wetzlar eine preußische Garnisonsstadt war, diente die Kirche bis 1877 als Garnisonkirche.
1921 wurde die Kirche elektrifiziert und 1922/1923 renoviert. Die Buntglasfenster der Kirche und das im Süden angrenzende Hospital von 1748 wurden 1944 zerstört. Es wurde nach dem Zweiten Weltkrieg durch ein Gemeindehaus ersetzt.
1964 wurde das Kircheninnere von Karl Faulstich begutachtet und anschließend restauriert. Er legte die originale farbige Ausmalung wieder frei. Weitere Bauschäden wurden bis 1995 behoben. Anlässlich des 250-jährigen Jubiläums im Jahr 2014 erhielt die Kirche einen neuen Außenanstrich.
Im Januar und Februar 2023 wird die Hospitalkirche von der katholischen Domgemeinde genutzt, um die Heizkosten zu senken.

## Architektur

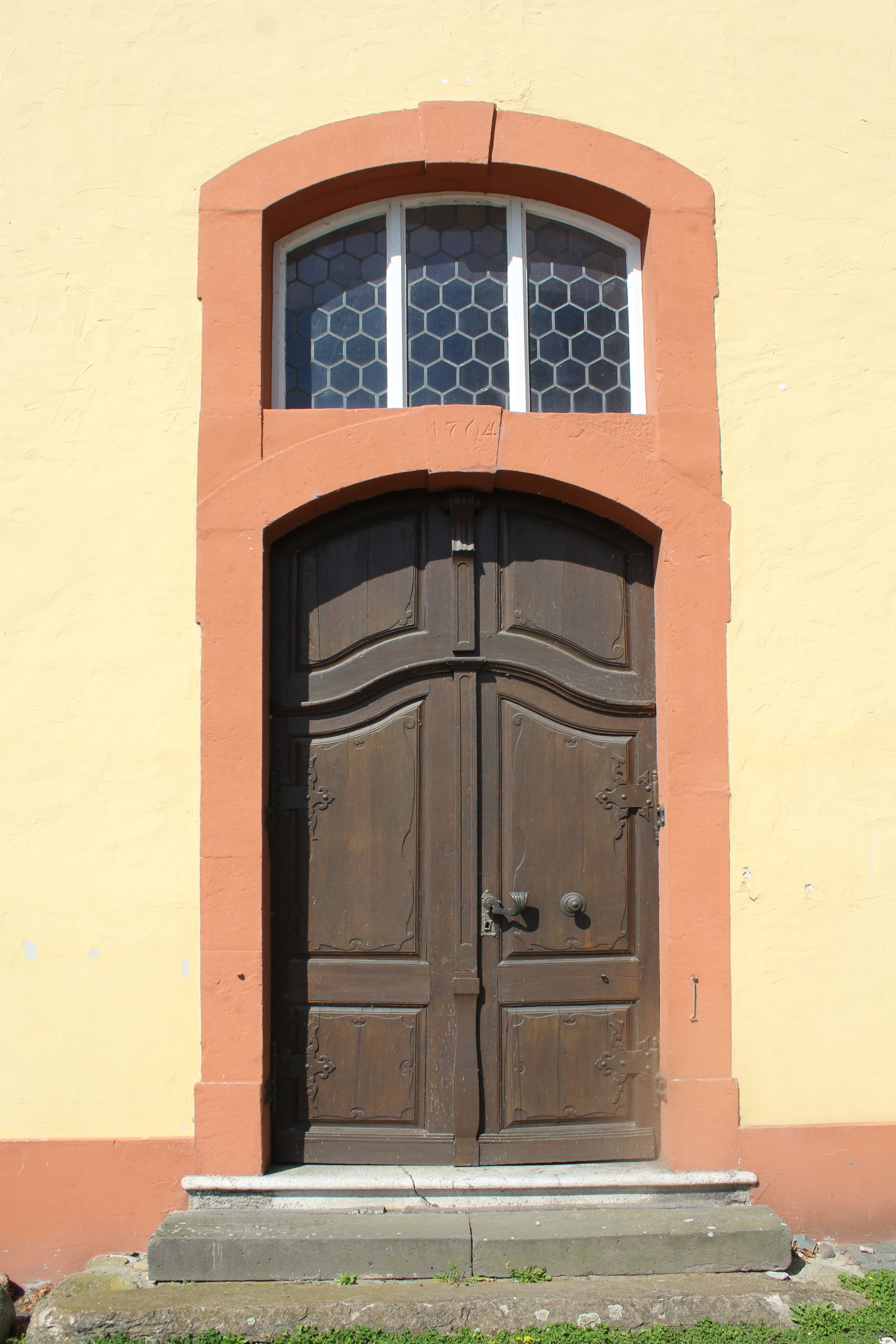
Ostportal

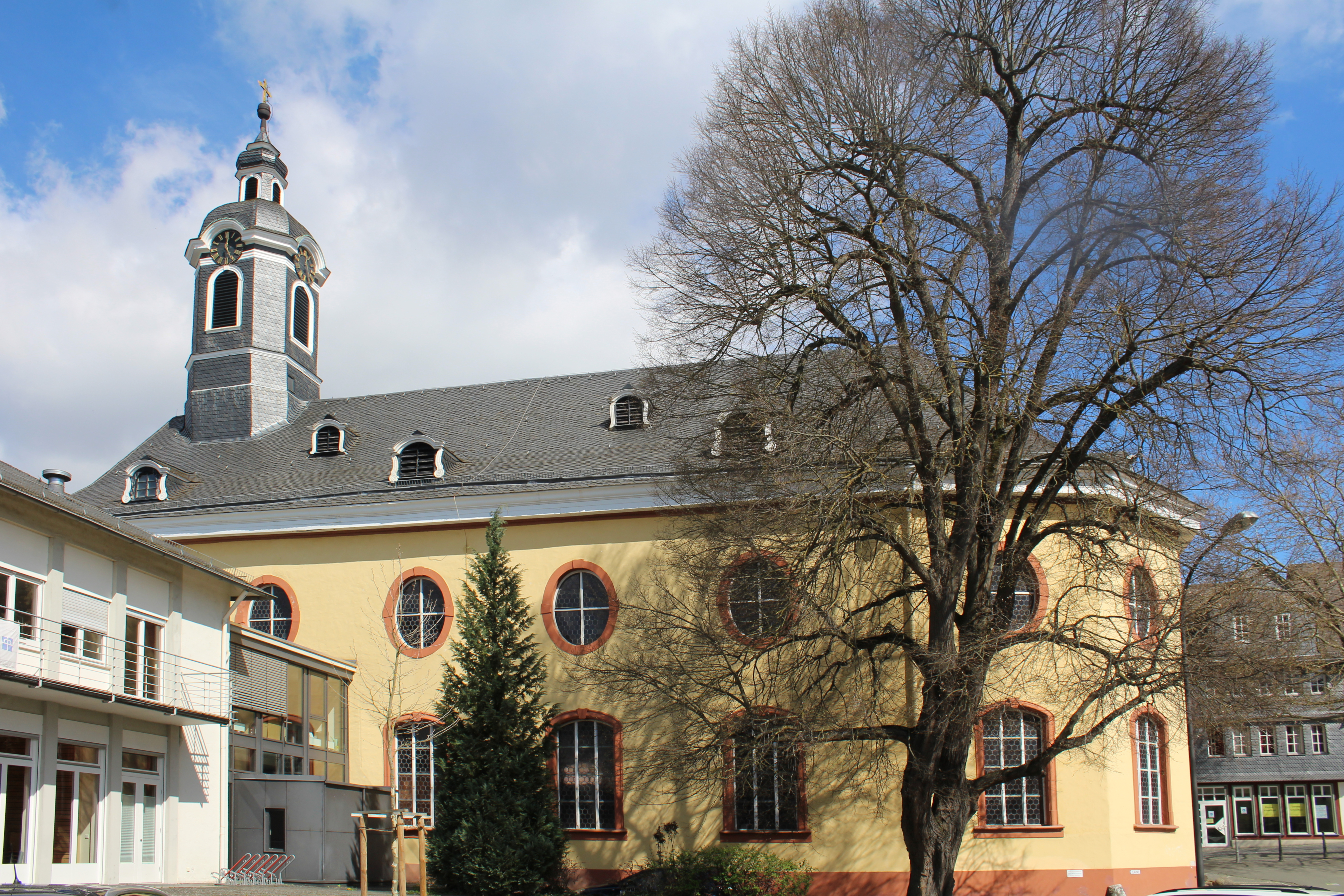
Südseite

Der barocke Saalbau ist westlich der Lahn unmittelbar an der angrenzenden Langgasse errichtet und entsprechend dem Straßenverlauf nach Südosten ausgerichtet. Die Kirche mit Fünfachtelschluss und Haubendachreiter ist drei Achsen breit (13,5 Meter) und fünf Achsen lang (53 Meter). Sie wurde aus verputztem, ca. 1,1 Meter dickem Bruchsteinmauerwerk errichtet, das im Jahr 2014 apricotfaben gestrichen wurde. Im Südwesten ist ein Gemeindezentrum angebaut, das einen direkten Zugang zur Kirche ermöglicht.
Die Kirche wurde ursprünglich durch vier mittig angebrachte Portale erschlossen. Im Zuge des Anbaus des Gemeindehauses wurde das Südportal ersetzt und in dem Bereich eine Andachtsecke geschaffen. Die rot gestrichenen Gewände haben flache Segmentbögen mit Schlusssteinen, die im Osten und Norden mit der Jahreszahl 1764 bezeichnet sind. Die zweiflügeligen Türblätter aus Eichenholz weisen Beschläge aus Schmiedeeisen auf. Auch das Oberlicht hat Segmentbogen mit Schlussstein. Die Fenster gliedern die Wände in zwei Zonen. Die Schmalseiten werden unten durch je zwei und die Langseiten durch vier Segmentbogenfenster mit Wabenverglasung belichtet. Im oberen Bereichen dienen drei hochovale Ochsenaugen an den Schmalseiten und fünf an den Langseiten zur Belichtung der Emporen.
Der doppelt liegende Dachstuhl ist bauzeitlich. Das verschieferte Satteldach ist mit elf Rundgauben bestückt. Im Westen ist ein achtseitiger Dachreiter aufgesetzt, dessen Schaft durch ein Gesims gegliedert ist. In der oberen Hälfte sind vier rundbogige Schallöffnungen für das Geläut eingelassen. Vier Zifferblätter der Turmuhr sind an jeder Seite in Höhe der Traufe angebracht. Die kleine offene Laterne mit Haube wird von einem Turmknauf und einem vergoldeten Kreuz bekrönt. Der Dachreiter beherbergt eine Glocke des 13. oder 14. Jahrhunderts von 0,70 Meter Durchmesser mit einem Marienbild und dem Namen Marias und der vier Evangelisten.

## Ausstattung

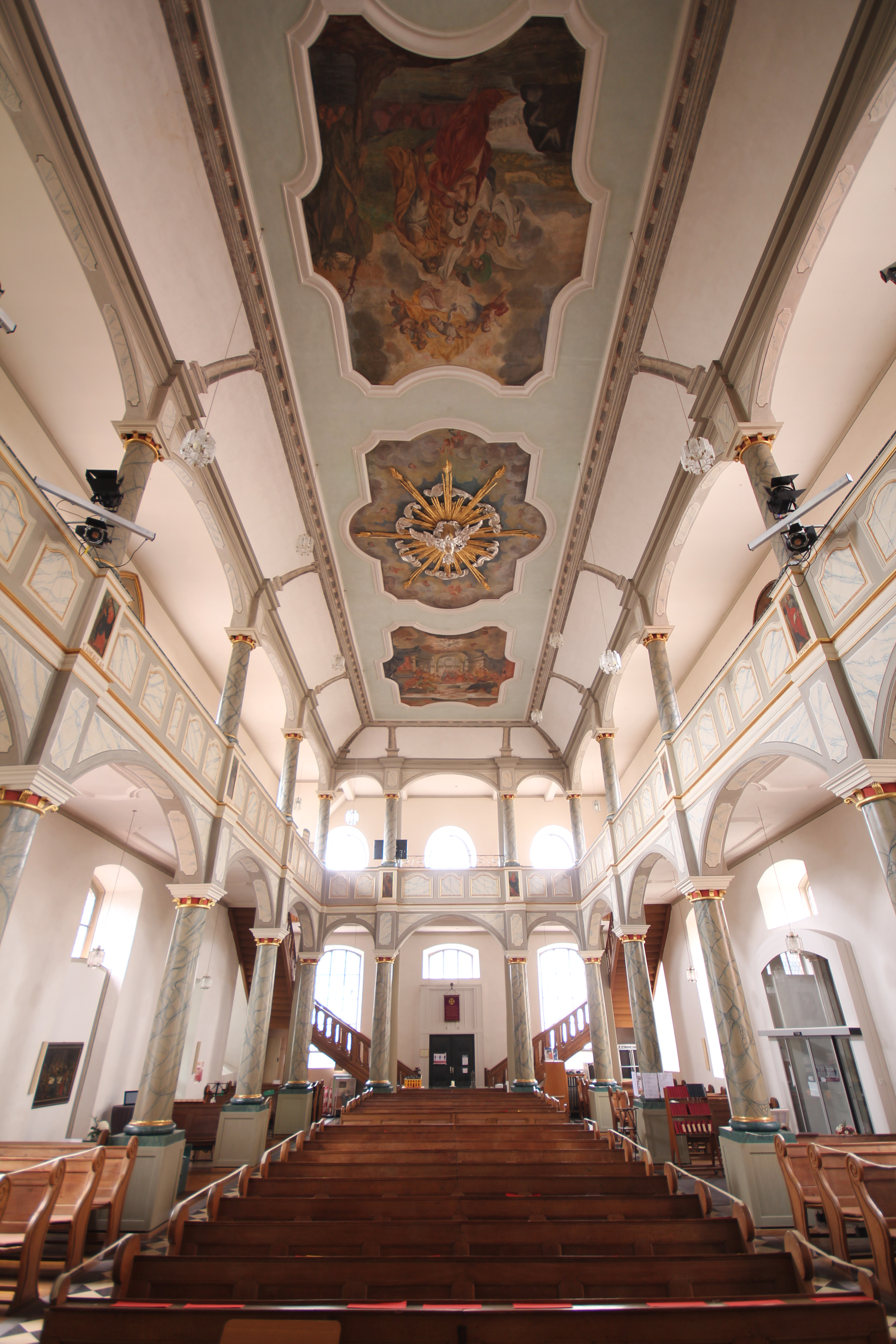
Blick Richtung Westen

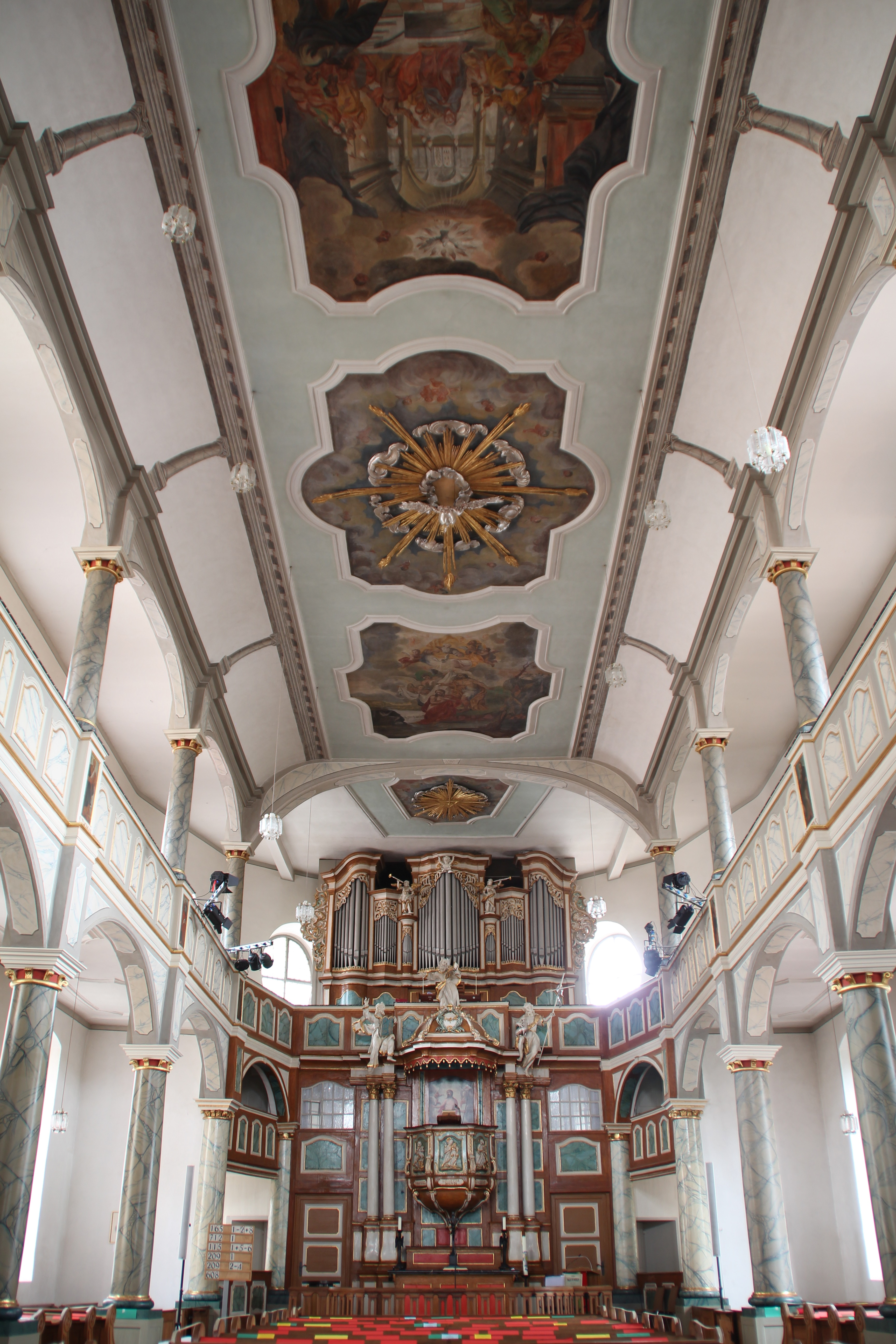
Innenraum Richtung Kanzelaltar und Orgel

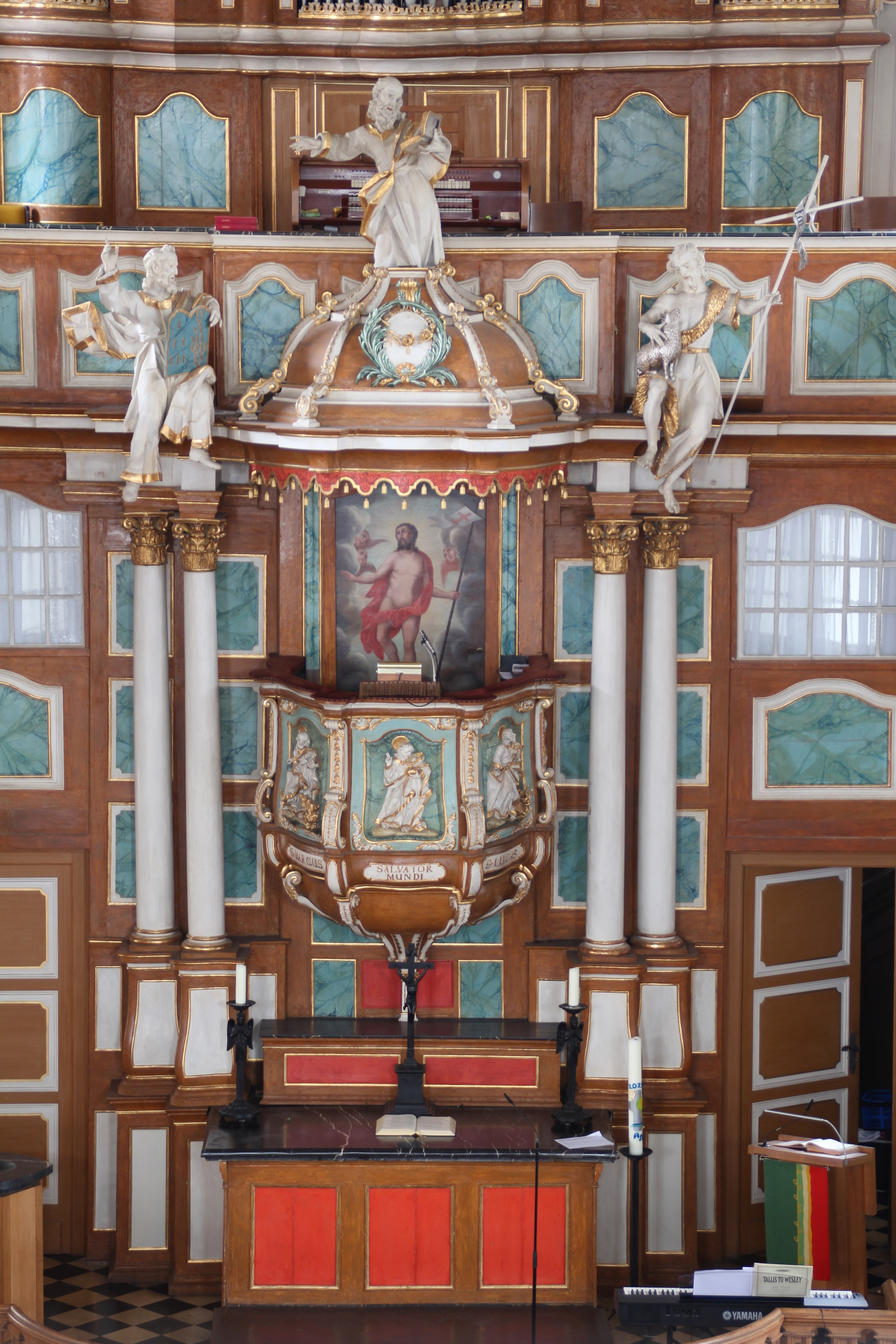
Kanzelaltar

Rundsäulen in grauer Temperafarbe und blau-marmorierter Äderung stützen zwei Längsunterzüge und beziehen die vierseitig umlaufende Empore mit Korbbögen ein. Die Emporenbrüstung ist an der Ostseite braun mit türkisfarbenen, kassettierten Füllungen und an den drei anderen Seiten hellgrau mit Füllungen in weiß-blauer Marmorierung. Im Bereich der Säulen sind Bilder von zehn Aposteln angebracht. Nur der mittlere Bereich zwischen den Emporen wird von einer Spiegeldecke mit Vouten abgeschlossen, wodurch der Eindruck einer dreischiffigen Anlage erweckt wird. Die obere Säulenreihe ist als Scheinarchitektur auf dem Plafond aufgemalt. Ein Balkenunterzug mit Rundbogen im Osten übernimmt die Funktion eines Triumphbogens. Die zwei Deckengemälde von Georg Friedrich Repp (1764) zeigen im Osten die Taufe Christi und im Westen das Pfingstereignis. Die plastische Taube mit großem Strahlenkranz in der Deckenmitte schuf der Limburger Bildhauer Hochstader. Über dem Altarbereich wird das Auge der Vorsehung in einem goldenen Strahlenkranz dargestellt. Die vier Spiegelfelder werden durch geschweifte Stuckprofile begrenzt. Ein Altargemälde auf der nördlichen Empore zeigt die Verehrung der Trinität durch Ignatius von Loyola und Franz Xaver. Es geht auf die zweite Hälfte des 18. Jahrhunderts zurück und könnte aus der Jesuitenkapelle des Arnsburger Hofes, eines Wirtschaftsgebäudes von Kloster Arnsburg, stammen. Das Gemälde auf der Südempore mit der Auferstehung Christi schuf Ernst von Bresler 1865. Das Künstlerehepaar Agnes Gensichen und Markus Zink aus Leipzig fertigte im Jahr 2011 den Taufstein und das Lesepult, die sich stilistisch in die barocke Kirchenausstattung einfügen.
Der Fußboden ist schachbrettartig mit bauzeitlichen gelben und schwarzen Natursteinen belegt. Unterhalb des Kirchengestühls ist ein Dielenboden verlegt. Gegenüber dem Schiff ist der Altarbereich um drei Stufen erhöht. Der Sockelbereich aus schwarzem Lahnmarmor hat seitlich zwei Treppen. Die hölzernen Altarschranken haben eine praktische Funktion beim Empfang des Abendmahls und verleihen dem Altarbereich eine entsprechende Würde. In der Gruft unter dem Altarbereich wurden mehrere Mitglieder des Reichskammergerichts in zwei schlichten Räumen bestattet.
Unterhalb der Ostempore, die als Aufstellungsort für die Orgel dient, ist eine Kanzelaltarwand eingezogen, die Pfarrstuhl und die Sakristei an der Rückseite der Wand und die Treppenaufgänge zu den Emporen und Logen abtrennt. Der reich gestaltete Kanzelaltar wird an jeder Seite von zwei weißen Freisäulen mit hohen Basen und korinthischen Kapitellen flankiert. Auf dem auskragenden Holzwerk über dem Kranzgesims des Schalldeckels, das bis zu den Säulenkapitellen reicht, stehen drei bewegte hölzerne Statuen von Hochstader in Polierweiß mit vergoldeten Gewändersäumen: links der gehörnte Mose mit den Gesetzestafeln, erhöht in der Mitte Paulus mit dem aufgeschlagenen Bibel, die den Vers aus Apg 16,31  zeigt, und rechts Johannes der Täufer mit dem in Silber gefassten Lamm Gottes und der Siegesfahne mit dem Spruchband „ECCE AGNUS DEI“ (Siehe, das Lamm Gottes). Der Schalldeckel ist mit einer roten Draperie und goldenen Quasten verziert und trägt an der Unterseite eine vergoldete Taube in einem Strahlenkranz und oben einen Ehrenkranz aus Palmwedeln und goldenen Rosen. Das Gemälde auf der Kanzeltür geht auf den Wetzlarer Maler Cramer zurück und zeigt die Auferstehung Christi. Die Kanzelfelder des polygonalen Kanzelkorbs tragen verzierte Kartuschen mit Darstellungen des Salvator mundi mit der Weltkugel und der Evangelisten an Schreibpulten mit den Evangelistensymbolen. Der Bereich um den Kanzelaltar wird durch kräftigere Farben als liturgisches Zentrum hervorgehoben. Nach den Befreiungskriegen wurden das ursprüngliche bronzene Kruzifix und die Altarleuchter in den 1820er Jahren durch Altargeräte aus Eisenguss ersetzt. Die Altarbibel datiert von 1720.
Auf beiden Seiten der Kanzel sind dreiseitige Logen, die durch die Osttür separat betreten werden konnten, für die Mitglieder des Reichskammergerichts und des Magistrats eingebaut. Hinter der Kanzel wurde 1855 von Kreisbaumeister Wagenführ ein Pfarrstuhl mit kleiner Sakristei eingebaut, der durch eine hölzerne Wendeltreppe im Chorpolygon zugänglich ist. Er ruht auf vier schwarzen Konsolen, die mit vergoldeten Blechornamenten auf rotem Hintergrund reich verziert sind. Die Vertäfelungen des Pfarrstuhls sind teilweise mit Reliefs aus Stuckguss gefüllt, die Grotesken mit Köpfen, Masken und Akanthusornamenten zeigen.

## Orgel

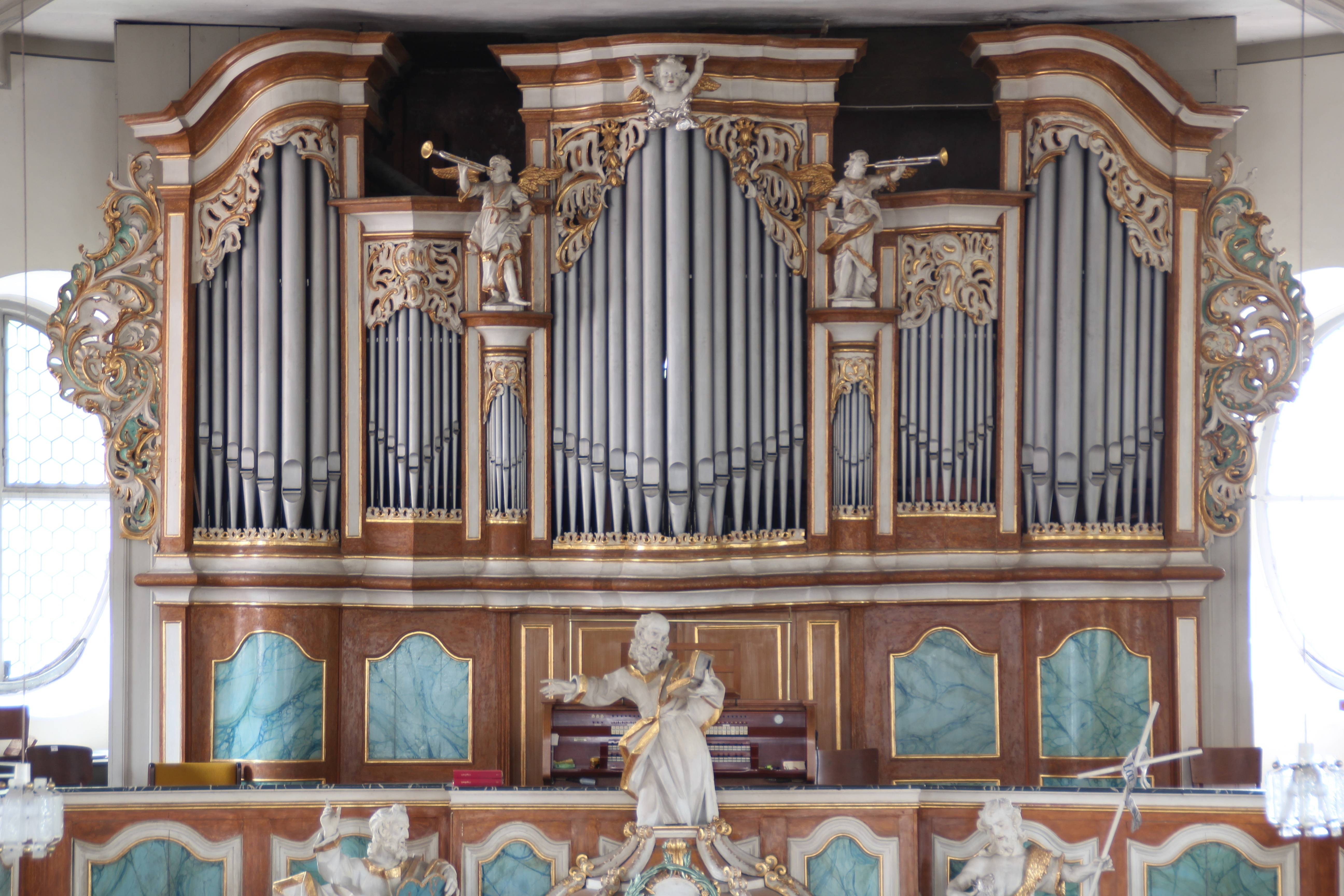
Walcker-Orgel hinter historischem Prospekt von 1766

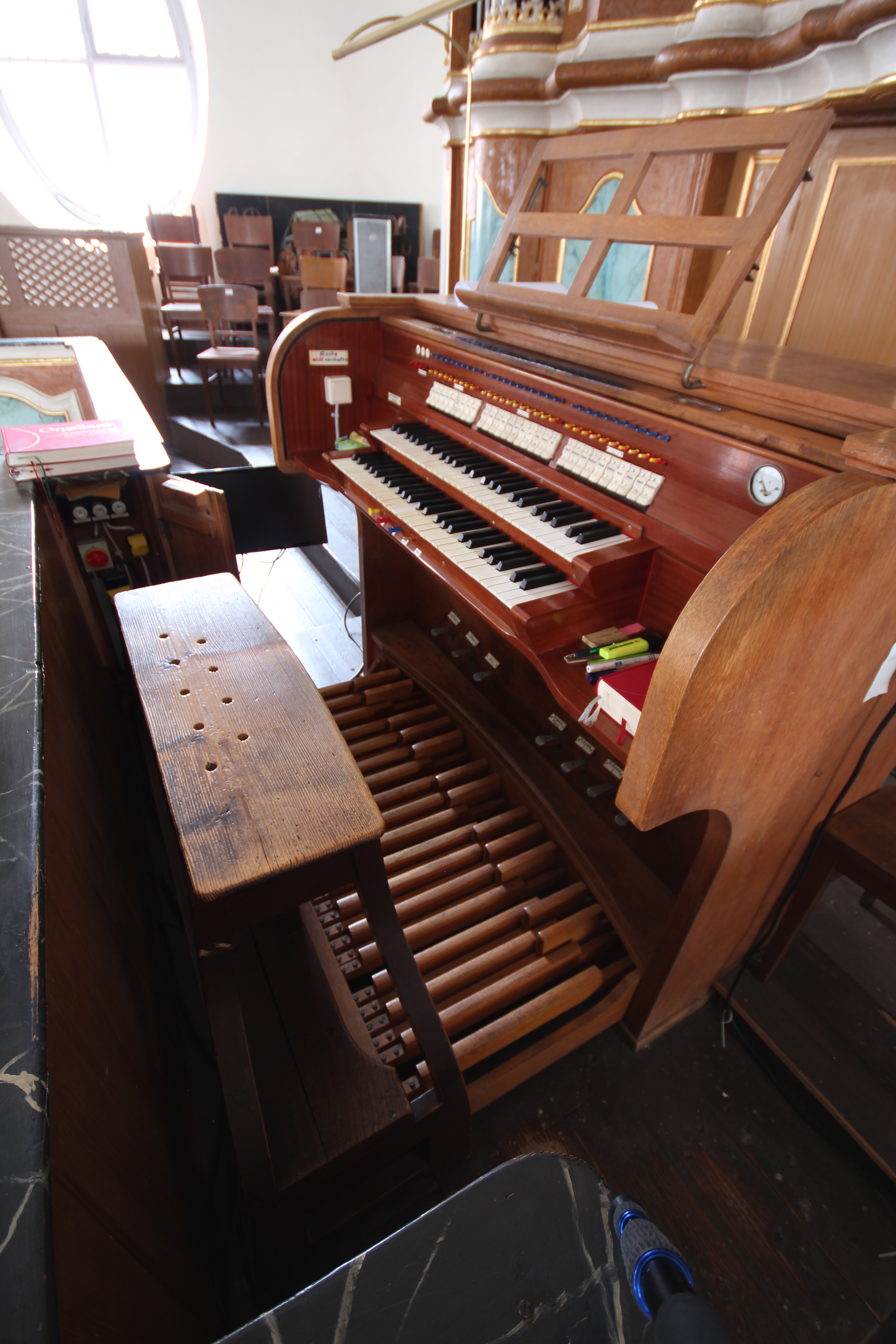
Spieltisch der Orgel

In den Jahren 1764 bis 1766 baute Johann Andreas Heinemann aus Laubach eine neue Orgel. Das Werk verfügte über 15 Register, die auf einem Manual und Pedal verteilt waren. Der siebenachsige Prospekt weist Türme unterschiedlicher Form und Breite auf. Der breite Mittelturm mit einem Puttenkopf wird von niedrigen Rundtürmen flankiert, auf die Standfiguren mit Trompete spielenden Engeln aufgestellt sind. Den mittelgroßen Spitztürmen schließen sich außen große Harfenfelder an. Den figürlichen Schmuck gestaltete der Bildhauer Johann Saleck. 1874 baute Guido Knauf in das alte Gehäuse und unter Einbeziehung von vier  Heinemann-Registern ein neues Orgelwerk mit 25 Registern auf zwei Manualen und Pedal. Im Jahr 1907 folgte ein Umbau durch Albin Hickmann, der möglicherweise auf eine pneumatische Traktur umstellte. Durch die Firma E. F. Walcker & Cie. wurde die Orgel 1921–1923 auf 30 Register erweitert und das zweite Manual entsprechend dem romantischen Zeitgeschmack zum Schwellwerk umgebaut. Im Zuge einer größeren Instandsetzung durch Walcker im Jahr 1931 wurde der Spieltisch elektrifiziert. 1959 baute Walcker das Instrument ein drittes Mal um, ersetzt 13 Register und arbeitete die anderen Register zum großen Teil um. Die Disposition lautet seitdem wie folgt:
| I Hauptwerk C–f3 |        |
| Pommer           | 16′    |
| Prinzipal        | 8′     |
| Rohrflöte        | 8′     |
| Oktave           | 4′     |
| Offenflöte       | 4′     |
| Quinte           | 2 ⁄3′  |
| Oktave           | 2′     |
| Terz             | 1 3⁄5′ |
| Mixtur IV        | 1 ⁄3′  |
| Trompete         | 8′     |

| II Oberwerk C–f3 |       |
| Gedackt          | 8′    |
| Quintatoen       | 8′    |
| Prästant         | 4′    |
| Nachthorn        | 4′    |
| Prinzipal        | 2′    |
| Waldflöte        | 2′    |
| Quinte           | 1 ⁄3′ |
| Sifflöte         | 1′    |
| Scharff IV       | 1′    |
| Krummhorn        | 8′    |

| Pedal C–f1      |       |
| Prinzipal       | 16′   |
| Subbass         | 16′   |
| Oktavbass       | 8′    |
| Bassflöte       | 8′    |
| Choralbass      | 4′    |
| Rauschpfeife IV | 2 ⁄3′ |
| Posaune         | 16′   |

- Koppeln: II/I, I/P, II/P
- Spielhilfen: 3 freie Kombinationen

## Heutige Nutzung
Die Hospitalkirche gehört zum Bezirk Heilig-Geist der Evangelischen Gemeinde Wetzlar, die dem Evangelischen Kirchenkreis an Lahn und Dill in der Evangelischen Kirche im Rheinland angeschlossen ist. Sie wird regelmäßig für Gottesdienste und kulturelle Veranstaltungen genutzt.
In Folge der Energie-/Heizkrise wird die Hospitalkirche im Januar und Februar 2023 von der katholischen Domgemeinde genutzt. Dies erfolgt nach dem Plan, den die katholische Pfarrei Unsere Liebe Frau und die evangelische Kirchengemeinde Wetzlar vereinbart haben um die Heizkosten zu senken.